# Raubritter

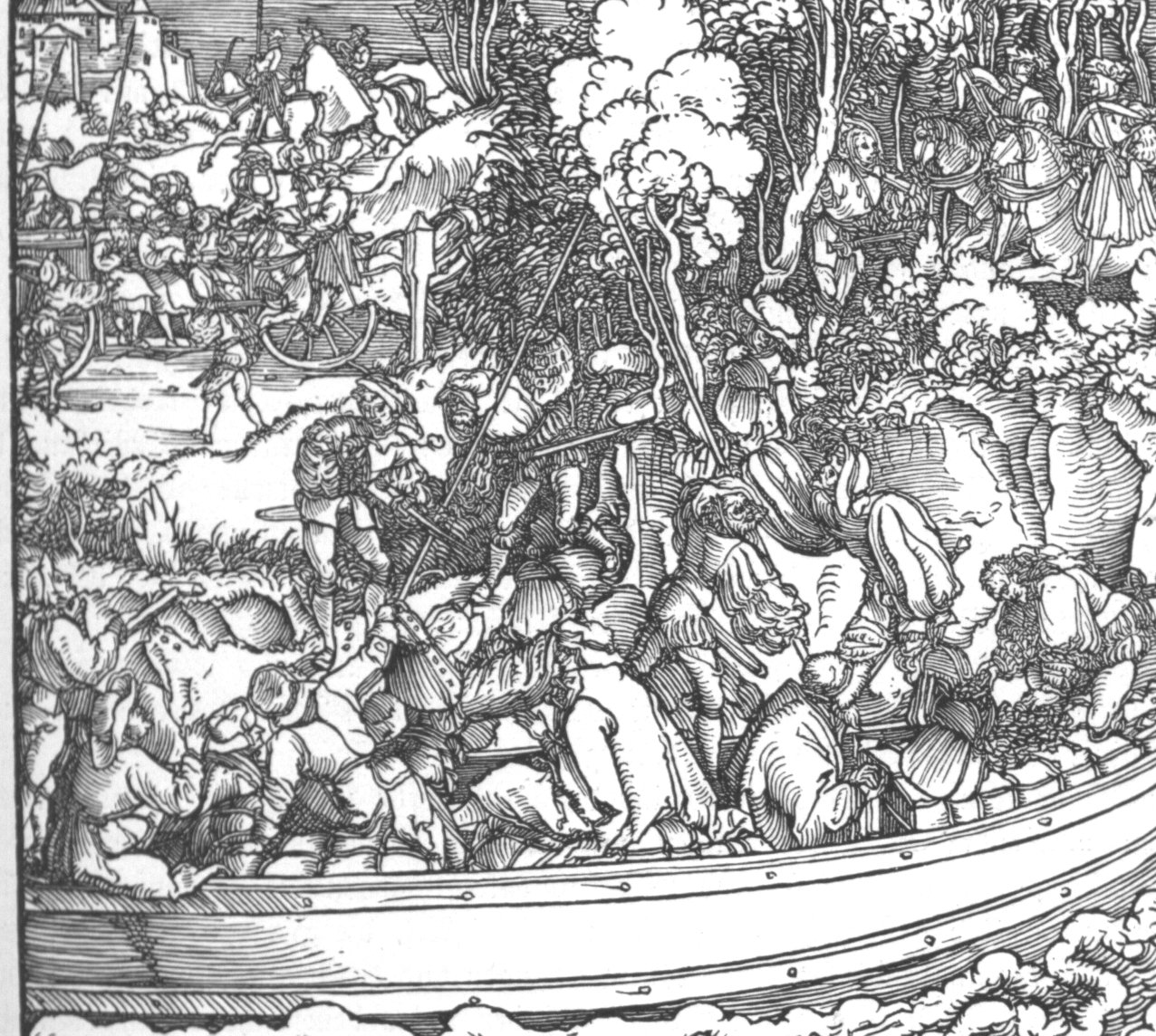
Grabado en madera de De remediis utriusque fortunae de Petrarca, traducido por Sebastian Brant. El asalto de unos bandidos a un barco se convierte en una emboscada de Raubritter en la historiografía habitual de una obra del

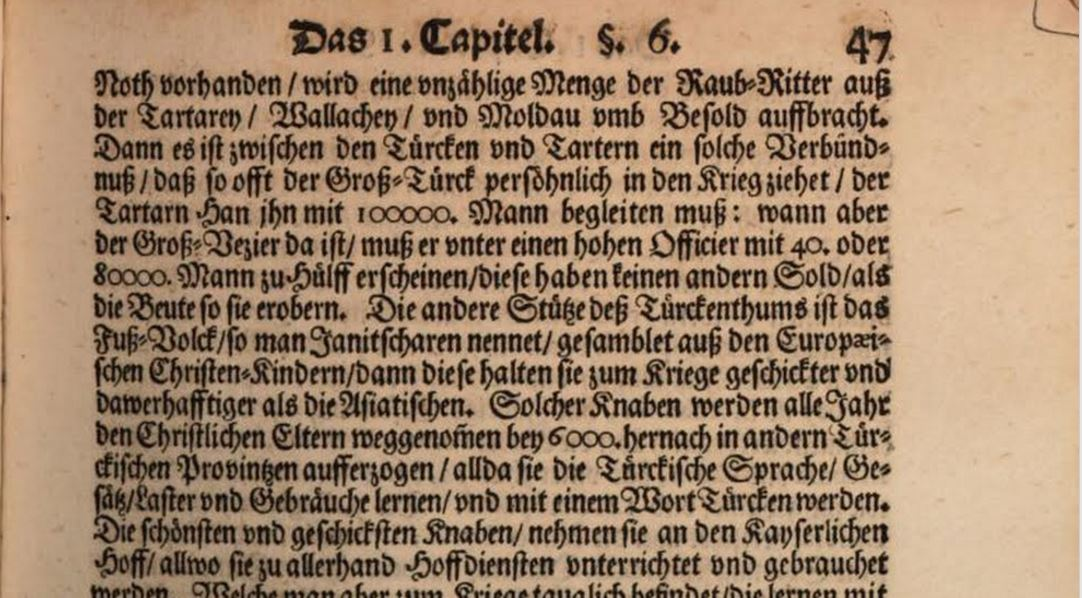
En la primera línea, la aparición más antigua del término (en la forma Raub-Ritter), en 1672

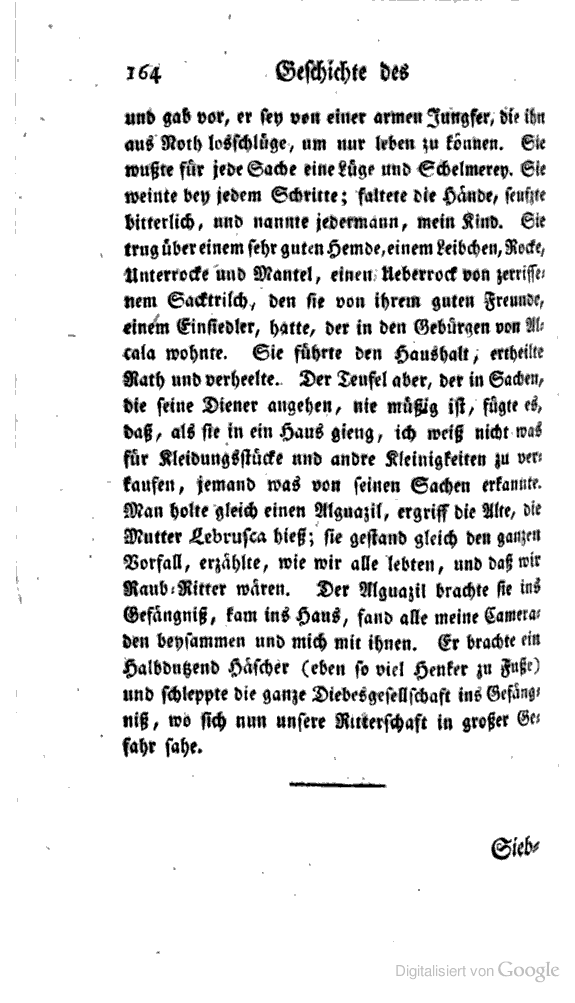
Uso del término en el siglo XVIII en una traducción alemana del Buscón de Quevedo

Raubritter (literalmente, caballeros ladrones) es una expresión acuñada en la Edad Moderna, cuyo uso se refiere a una clase de caballeros medievales (Ritter), que a finales de la Edad Media en Alemania se habrían reducido a la práctica habitual del bandolerismo, el asalto en los caminos, la rapiña y los saqueos, como consecuencia de su papel marginal en una era de notables transformaciones sociales y económicas, y de grandes progresos en la técnica militar medieval. 
Desde el punto de vista lingüístico, el término ha aparecido al menos desde finales del siglo XVII, pero solo a partir del final del siglo XVIII parece haber conocido una amplia difusión, un preludio a la afirmación definitiva en la historiografía alemana del siglo XIX que definió sus contornos y fijó el actual paradigma. 
A pesar del notable éxito disfrutado en el pasado por la figura del "barón ladrón", la historiografía moderna ha cuestionado sustancialmente su valor paradigmático, reduciendo la figura del Raubritter al rango de error historiográfico, el resultado de una aplicación -no crítica y anacrónica- al mundo medieval de los esquemas legales y conceptuales modernos: rechazado por los historiadores, el concepto de Raubritter, aparte de sus connotaciones ideológicas, se considera desprovisto de cualquier fundamento histórico y, por lo tanto, es completamente inútil para una comprensión científica de la Edad Media. 

## Origen del término
La aparición de esta expresión está documentada en 1672 y contenida en el Abominatio desolationis Turcicae, obra del teólogo católico de Praga Christian August Pfalz (1629-1702). Su uso pudo haberse generalizado en la segunda mitad del siglo XVIII, en pleno auge de la literatura caballeresca. 

### Literatura caballeresca
En 1781 apareció, en una traducción al alemán de La Historia de la vida del Buscón llamado Don Pablos, la famosa novela picaresca de Francisco de Quevedo. 
En 1799 formó parte del título de un libro, Der Raubritter mit dem Stahlarme, oder der Sternenkranz. Eine Geistergeschichte (El barón ladrón con brazos de acero, o La corona de estrellas. Una historia de fantasmas), un volumen que parece perdido, pero cuyo título apareció en un anuncio publicado en el Wiener Zeitung el 29 de septiembre del año anterior, y que está atestiguado por su aparición en catálogos de libros. 

### Literatura historiográfica delsigloXIX
El uso del término se consolidó en Alemania a través de la historiografía liberal del siglo XIX. Friedrich Christoph Schlosser, en el séptimo volumen de su "Weltgeschichte für das deutsche Volk" (Historia Mundial para el Pueblo Alemán), señala a Friedrich Gottschalck como el primer erudito en usarlo en una obra historiográfica de 1810. En ese mismo volumen, Schlosser retoma el término para referirse a los caballeros en conflicto, que reunidos en masa, se habrían adueñado de las principales vías de comunicación de Turingia para saquear las ciudades.

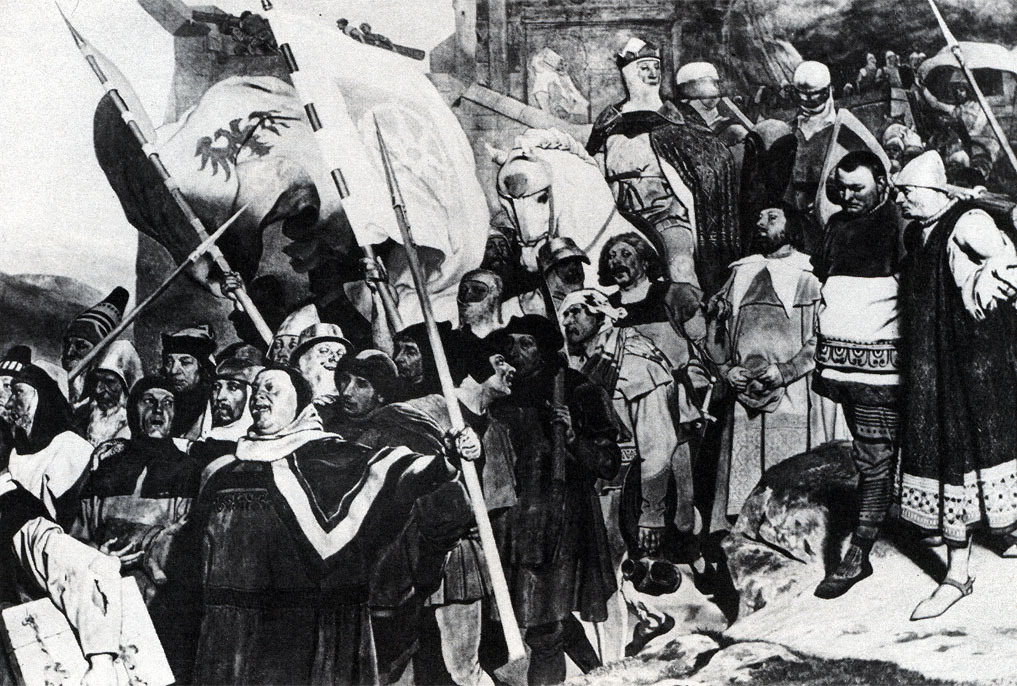
El Emperador Rodolfo de Habsburgo lucha contra los Raubritters cerca de Erfurt, en Turingia, en una ilustración de 1882

El origen de este fenómeno, según los historiadores, sería el clima de trastornos profundos que afectaron a las estructuras sociales, militares y económicas de la Edad Media: la afirmación cada vez mayor de una economía de mercado con respecto a la economía de trueque, y el avance del progreso técnico en el arte militar que habría hecho inútil la caballería medieval, hasta el punto de poner en peligro tanto su función social como su función militar. Para evitar este destino de precariedad y marginación, se habrían dedicado al saqueo de las ciudades, las escaramuzas entre bandas rivales y el asalto de los transportes de los mercaderes. 

## Auge historiográfico y decadencia del término
La recuperación realizada por Schlosser marcó la creciente popularidad de la expresión, no solo en la historiografía, sino también en la imaginación popular. La expresión persistió hasta los años treinta del siglo XX, cuando el fenómeno fue objeto de una profunda revisión crítica. 
De hecho, Otto Brunner publicó en 1939 su monumental obra maestra, "Land und Herrschaft. Grundfragen der territorialen Verfassungsgeschichte Österreichs im Mittelalter" (Tierra y Gobierno. Cuestiones básicas de la historia constitucional territorial de Austria en la Edad Media), en el que el análisis de la Baja Edad Media en los territorios de la Baja Austria supuso un intento de innovación metodológica mucho más ambiciosa y de gran alcance: Brunner rechazó como intentos de aplicar una interpretación acrítica, de lo que llamó La vieja Europa, mediante esquemas político-constitucionales, cuya génesis pertenecía a una etapa moderna mucho más tardía, que había conocido el salto marcado por la Revolución Francesa y la Revolución Industrial. 
En particular, el análisis de Otto Brunner requería dejar de lado las herramientas conceptuales modernas, como la clara separación entre el derecho público y el derecho privado, el monopolio de la fuerza por parte del Estado, el contraste entre la violencia privada y la legal, debiendo contemplarse bajo luces diferentes las instituciones legales por entonces prevalecientes, como el feudalismo y la investidura, perdidos como formas obsoletas ante los desarrollos legales posteriores. 
El término original alemán dio lugar a una expresión en inglés, Robber baron, acuñado en la era de la Gran Depresión para designar a una categoría sociológica de empresarios y banqueros sin escrúpulos que acumulaban grandes cantidades de dinero, construyendo grandes fortunas personales, generalmente a través de la competencia desleal. El término se ha mantenido en uso para referirse a determinados operadores económicos que utilizan métodos comerciales agresivos y no transparentes. 

## Otros proyectos
- Wikimedia Commons alberga una categoría multimedia sobre Raubritter.

- Datos: Q2133060
- Multimedia: Robber-knights / Q2133060